# Thierry Correia
Pour les articles homonymes, voir Correia.
Thierry Correia, né le 9 mars 1999 à Amadora au Portugal, est un footballeur portugais qui évolue au poste d'arrière droit dans le club de Valence CF.

## Biographie

### En club
Il joue à partir de 2018 avec l'équipe B du Sporting CP,.

### En sélection
Il fait partie de la génération championne d'Europe des moins de 17 ans en 2016 et championne d'Europe des moins de 19 ans en 2018.

## Palmarès
Avec le Portugal :
- Vainqueur du championnat d'Europe des moins de 17 ans en 2016 avec l'équipe du Portugal des moins de 17 ans
- Vainqueur du championnat d'Europe des moins de 19 ans en 2018 avec l'équipe du Portugal des moins de 19 ans